# Bay-of-Stoer-Formation
Die Bay-of-Stoer-Formation ist eine geologische Formation des Hebriden-Terrans im Nordwesten Schottlands. Sie bildet die mittlere Formation der Stoer Group und stammt aus dem Mesoproterozoikum.

## Etymologie
Die Formation ist nach der Bay of Stoer benannt. Das Englische bay bedeutet Bucht. Die Ortsbezeichnung  Stoer lautet auf Schottisch-Gälisch stòr und kann mit Geschäft, Laden, Lager, Reichtum, Besitz, Quelle wiedergegeben werden. Stòr ist seinerseits ein Lehnwort abgeleitet vom Englischen store.

## Vorkommen
Die Bay-of-Stoer-Formation erstreckt sich in ihren Vorkommen entlang der Nordwestküste von ihrer Typlokalität bei Stoer im Norden bis Poolewe rund 50 Kilometer weiter im Süden. Sie tritt in dieser Traverse aber nicht kontinuierlich auf. Ein recht bekanntes Vorkommen liegt südlich der Enard Bay.

## Stratigraphie
Die Bay-of-Stoer-Formation folgt auf die unterlagernde Clachtoll-Formation. Meistens liegt sie auf deren Fächerfazies Ct 6, kann aber durchaus die lakustrinen Fazies Ct 3 und Ct 7 bedecken, selten auch die äolische Fazies Ct 8. Im oberen Abschnitt erscheinen die beiden Member der Bay-of-Stoer-Formation, das Stac-Fada-Member und das Poll-a’Mhuilt-Member. Im Hangenden der Bay of-Stoer-Formation liegt die Meall-Dearg-Formation auf.
Die Mächtigkeiten der Formation sind variabel. Im Norden um Stoer werden rund 250 Meter erreicht, an der Enard Bay weiter südlich nur noch knapp 50 Meter. Sehr mächtig wird die Formation bei Poolewe mit bis zu 800 Meter.

## Sedimentologische Beschreibung

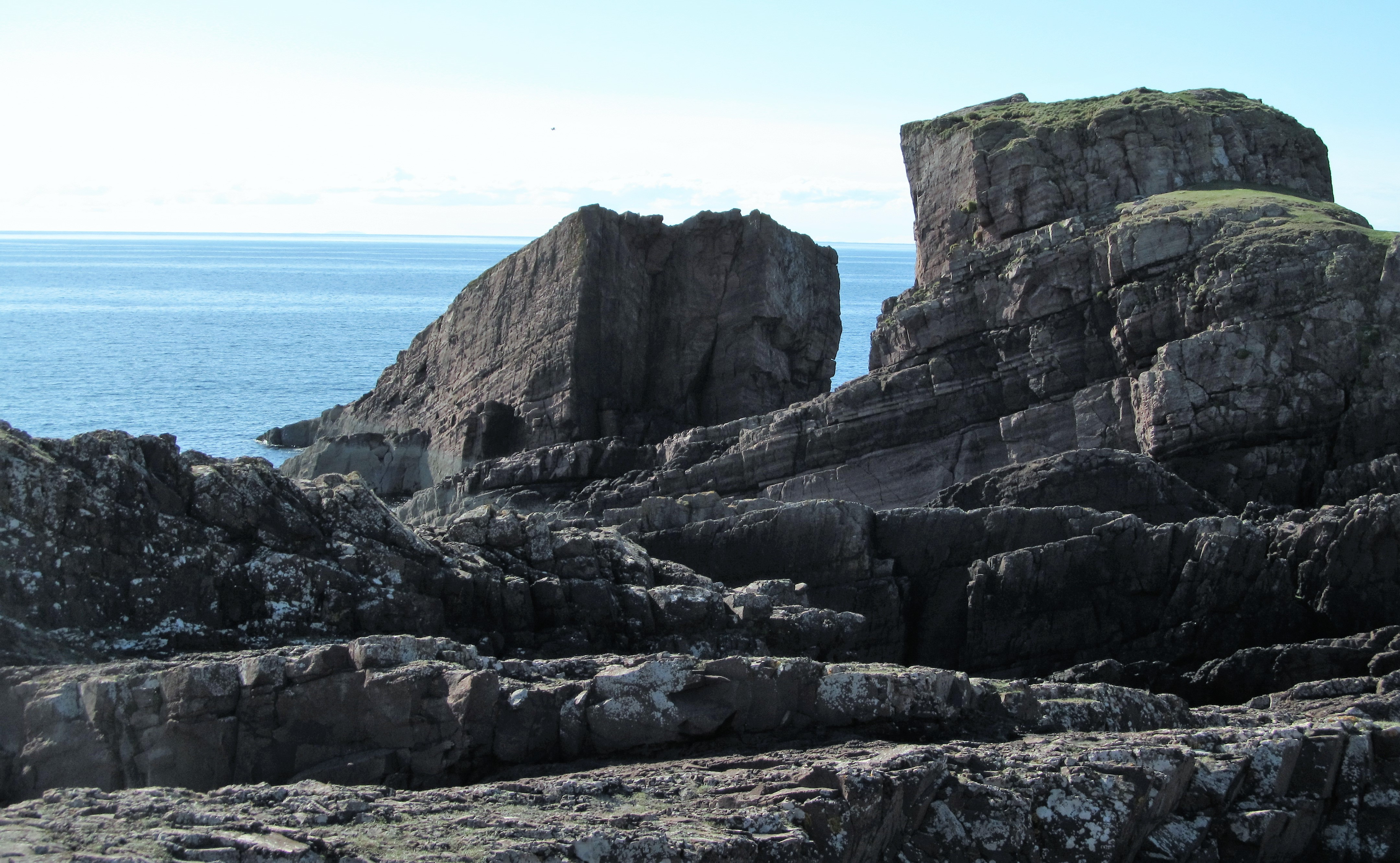
Mit dem gespaltenen Felsblock A' Chlach Thuill setzt die Bay-of-Stoer-Formation ein. Darunter die letzten Lagen der Clachtoll-Formation.

Die durchschnittlich 300 Meter mächtige Bay-of-Stoer-Formation besteht in ihrem unteren Abschnitt aus rotgefärbten Sandsteinen mit Trog-Schrägschichtung, wobei örtlich auch geröllhaltige fluviatile Sandsteine vorliegen können. Der untere Abschnitt wird als Ablagerungen eines mäandrierenden Flusssystems (jedoch im Unterschied zur Clachtoll-Formation mit entgegengesetzter Schüttungsrichtung nach Ost) interpretiert.
Flachgeschichtete Sandsteine stellen eine sekundäre Fazies dar, in die punktuell Zyklen aus tonigen Sandsteinen und Tonsteinen eingeschaltet sind. Einige der feinkörnigeren Ablagerungen sind als alluviale Schwemmebenen interpretiert worden, welche sedimentäre Übergänge von sandigen Rissfüllungen bis hin zu total verschlammten Flutungsbecken zeigen.
Die Schüttungsrichtung der Sedimente in der Bay-of-Stoer-Formation überdeckt den Sektor Südost bis Nordost – mit einem Maximum bei Ostnordost.

### Stac-Fada-Member

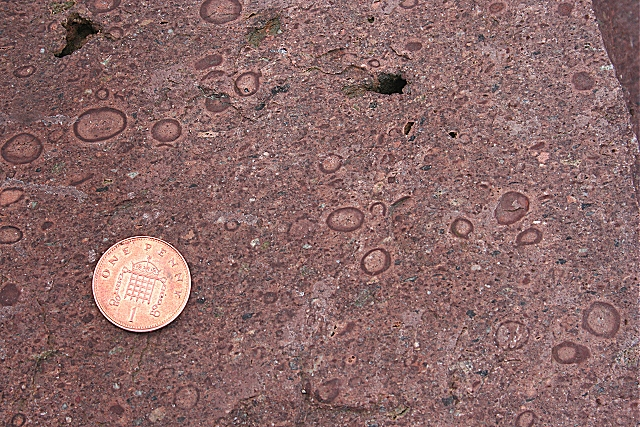
Lapilli des Stac-Fada-Members

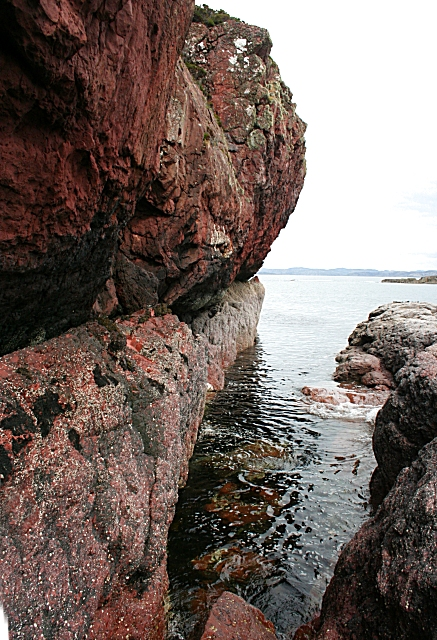
Kontakt zwischen dem Poll-a’Mhuilt-Member (unten) und der Meall-Dearg-Formation (oben) bei Camas a'Bhothain

Die obersten 100 Meter der Bay-of-Stoer-Formation werden aus dem Stac-Fada-Member, das nur 10 Meter an Mächtigkeit erreicht, und dem Poll-a’Mhuilt-Member aufgebaut. Das geringmächtige Stac-Fada-Member ist ein charakteristischer Markierungshorizont, dessen Ursprung umstritten ist. Faziell tritt er als toniger Sandstein auf, dessen Klasten bis zu 30 % aus blasigem, vulkanischen Glas bestehen. Meistens wird er als vulkanischer Schlamm- oder Aschenstrom gedeutet. Der Fund von geschocktem Quarz und Biotit legt jedoch eine Interpretation als proximale Auswurfdecke eines Meteoriteneinschlages nahe. Dieses Ereignis wurde mit 1.177 ± 5 Millionen Jahren datiert.

### Poll-a’Mhuilt-Member
Das abschließende Poll-a’Mhuilt-Member ist eine relative dünne Abfolge von Silt- und feinkörnigen Sandsteinen, die mit tonigen Sandsteinen wechsellagern. Diese teils karbonatischen Sedimente werden als Ablagerungen in einem verlandenden See angesehen.

## Fazies
Im Gegensatz zur unterliegenden Clachtoll-Formation mit ihren 8 Fazies weist Stewart (2002) für die Bay-of-Stoer-Formation nur eine einzelne Fazies aus – BS 1. Er interpretiert diese Sandsteine mit Trogschrägschichtung als einen großen alluvialen Keil (bzw. seitlich verzahnte Schwemmfächer bzw. Bajada), der von den Rändern ins Beckeninnere vorgedrungen war. Fazies BS 1 ist der Flussfazies Ct 5 sehr ähnlich, unterscheidet sich aber durch sehr resistente Gerölle, darunter Quarzite, und gelegentliche Verformungen. BS 1 entspricht zungenförmigen (linguoiden) Dünen, wie sie rezent durch sehr kräftige Überschwemmungen im Herzen Australiens abgesetzt werden.
Das Stac-Fada-Member kann als Äquivalent der lakustrinen Fazies Ct 7 in der Clachtoll-Formation angesehen werden, setzt sich aber dennoch durch seine Eigenheiten davon ab. Es stellt einen Schlammstrom bzw. mehrere Schlammströme dar (engl. mudflows), welche örtlich anstehendes siliziklastisches Sediment und die Auswurfprodukte einer hydroklastischen Eruption (entweder phreatomagmatisch oder meteoritisch bedingt) inkorporierten.
Das Poll-a’Mhuilt-Member ist äquivalent zur lakustrinen Fazies Ct 3 in der Clachtoll-Formation. Es gibt die Entwicklungsgeschichte eines anfänglich perennischen Sees mit großem Einzugsgebiet wider, welcher schließlich versumpfte. Das Member kann in 8 Einheiten gegliedert werden  – Einheiten A bis H.
Die unterste Einheit A umfasst fein- bis mittelkörnige Sandsteine, die Karbonatknauer des Sabkhamilieus enthalten, abgelagert als Flachwasserfazies eines Sees. Die Sandsteine führen einen nicht unwesentlichen Anteil vulkanischer Asche und haben daher einen recht hohen Nickelgehalt von 130 bis 150 ppm. Einheit B baut sich aus in Seeufernähe abgesetzten Kalken auf. Danach vertiefte sich die Wassertiefe abrupt um 40 Meter und es sedimentierten jetzt schwarze kohlenstoffreiche Tonsteine der Einheit C, die Cryptarchen enthalten. Während der Sedimentation der Einheiten C, D, und E war der See hydrologisch geschlossen, d. h. die Evaporation war stärker als der Zufluss – zu erkennen am Gehalt von Gips und Bor. Der Borgehalt im Illit verdoppelte sich in dieser Periode und Bor konzentrierte sich im Wasser um den Faktor 10. In den Einheiten E und F wird ein ansteigender Anteil von Klastika, die aus westlicher Richtung eingetragen wurden, deutlich. Gegen Ende der Einheit F ging die Wassertiefe drastisch zurück. Mit Beginn der Einheit G verlor der See seinen permanenten Charakter und wurde ephemer, denn die Tone in G und H werden alle von Trockenrissen durchsetzt. Sein Einzugsgebiet ging zurück und somit auch die Sediment- und Wasserzufuhr. In G erscheinen auch erstmals Wellenrippel. Ab der Einheit H entstand ein Sumpf, dessen Einzugsgebiet in etwa gleich groß war. Das lakustrine Poll-a’Mhuilt-Member wurde schließlich von den Flussfazies MD 1 und MD 2 der Meall-Dearg-Formation zugeschüttet. Das abrupte Erscheinen der Meall-Dearg-Formation ist womöglich tektonisch bedingt.